# Museu da Polícia Civil do Estado de São Paulo
O Museu da Polícia Civil do Estado de São Paulo, também conhecido como Museu do Crime da Polícia Civil do Estado de São Paulo, é uma instituição pública localizada na Cidade Universitária, no bairro Butantã, zona Oeste da cidade de São Paulo. Seu objetivo é preservar um acervo constituído por documentos de inquéritos policiais, tais como as diferentes armas utilizadas pelos civis, tatuagens típicas das cadeias, tragédias no trânsito, objetos usados em delitos e todas as outras situações que envolvem a criminalidade paulista a partir do século XX. O museu está situado no Campus I da Academia de Polícia "Dr. Coriolano Nogueira Cobra" (Acadepol) e seu patrimônio contém cerca de 3.000 itens.
Fundado em 1927, foi nomeado inicialmente como Museu de Técnica Policial e de História do Crime. O museu foi legalmente instituído pelo Decreto Nº 4.715 em 23 de abril de 1930. Inicialmente, a instituição não era aberta ao público, sendo apenas objeto de estudos para os alunos da Acadepol. O espaço se tornou acessível à toda população, com entrada gratuita, no ano de 1952.

## História

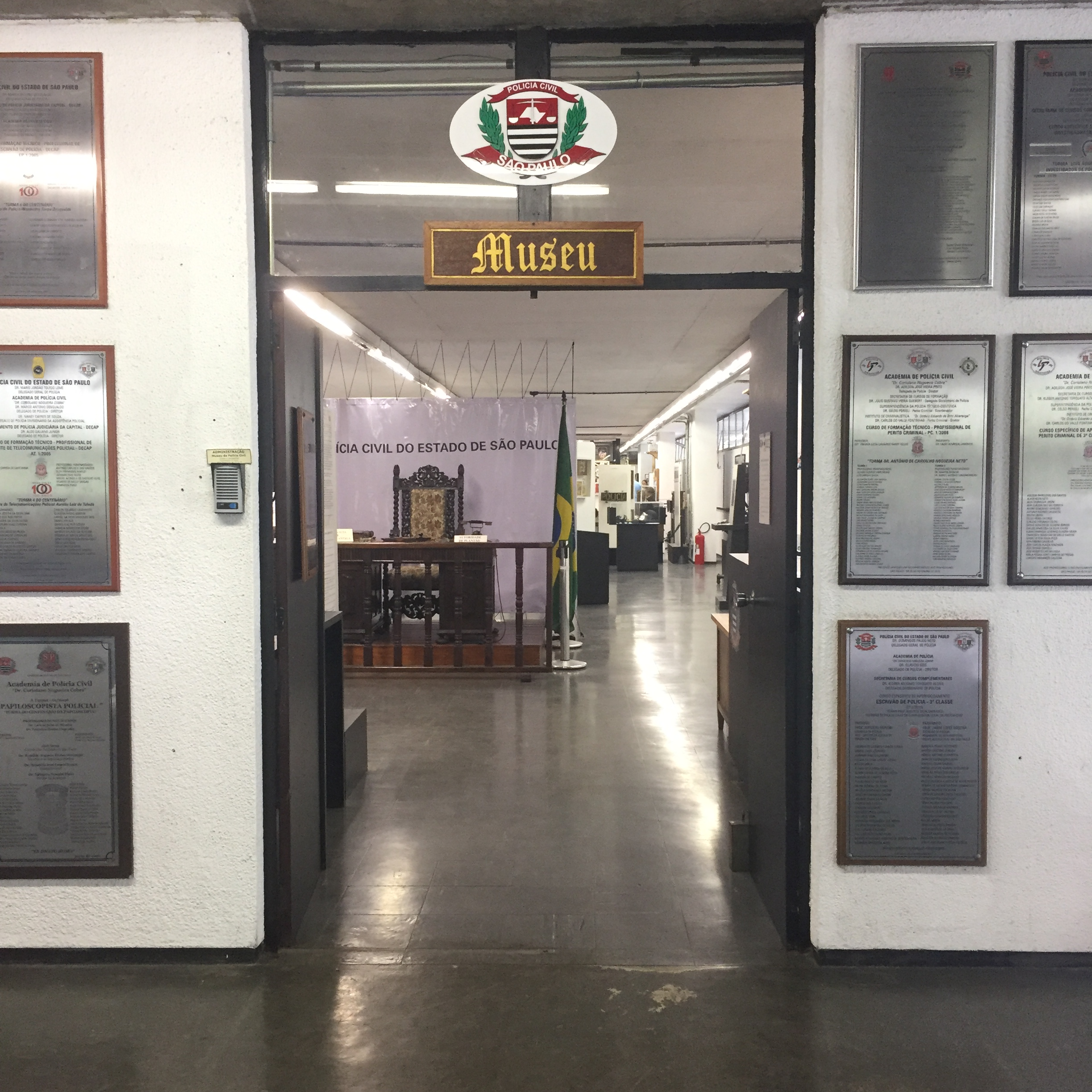
Entrada do Museu

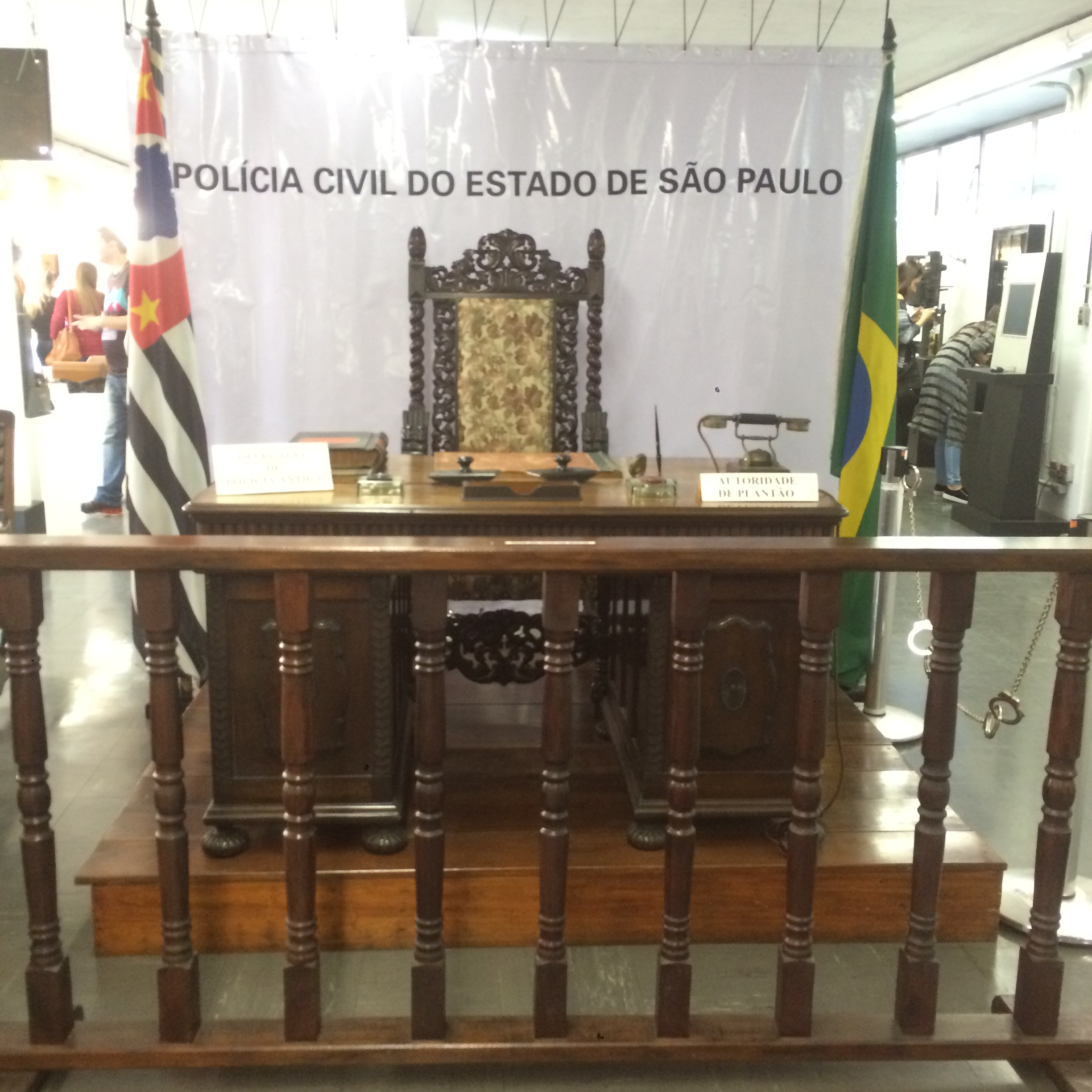
Gabinete do Museu da Policia Civil

A Polícia Civil do Estado de São Paulo nasceu em 1841 com o objetivo de exercer as determinações do poder Judiciário, além de cuidar de todas as infrações penais que não sejam militares e nem cometidas contra a União. Junto ao surgimento dela, também em 1841, a Secretaria dos Negócios da Justiça foi originada e suas funções se baseavam em cuidar de assuntos referentes à justiça civil e criminal, à segurança pública, à revisão de prisões, à divulgação de decretos referentes aos casos de sua responsabilidade, entre outras.
Durante esse processo de formação da Polícia, algumas personalidades receberam destaque como, por exemplo, José Cardoso de Almeida, que passou a desempenhar o cargo de chefe de polícia logo no início e ainda ganhou maior notoriedade ao promover uma estruturação da organização, visando tornar a profissão de policial civil algo mais sério e reconhecido, com possível ascensão de carreira profissional e remuneração mais alta. Outros três nomes de grande importância para esse período inicial foram: Jorge Tibiriçá, presidente do Estado, o qual deu início em 1905 às reivindicações de José Cardoso, Antônio de Godói, delegado de policia que aprofundou e deu consistência à ideia da criação de carreiras e Washington Luís Pereira de Sousa, secretário da Justiça e responsável pelas primeiras providências da almejada "Polícia Civil de Carreira do Estado de São Paulo".
A Escola de Polícia, local de treinamento dos civis, passou por diversas mudanças estruturais e teve sua sede transferida de lugar algumas vezes. Atualmente, ela recebe o nome de Academia de Polícia Dr. Coriolano Nogueira Cobra (Acadepol) e está localizada em um prédio dentro da Cidade Universitária. No interior desse conjunto, está localizado o Museu da Polícia Civil, criado em 1927 como forma de homenagear e lecionar sobre as mudanças e evoluções ocorridas desde o início da formação da Polícia Civil até os dias mais atuais. Seu reconhecimento legal foi em 23 de abril de 1930, pelo Decreto Nº 4.715. Em 26 de agosto de 2005, pelo Decreto nº 49.930, o museu passou a ser uma unidade independente, não se caracterizando como uma unidade administrativa da Polícia Civil.
O museu, desde a sua existência, recebeu dois significativos reconhecimentos. Primeiramente, dois anos após sua criação, em 1929, foi incluído pela Equipe de Banco de Dados sobre o Patrimônio Cultural da USP no Guia dos Museus Brasileiros, ficando exposto na sessão "Museus da Região Sudeste" para os visitantes interessados. Depois, no ano de 2006, teve seu patrimônio colocado no Instituto do Patrimônio Histórico e Artístico Nacional (IPHAN), mais precisamente na área de Cadastro Nacional dos Museus.

## Acervo

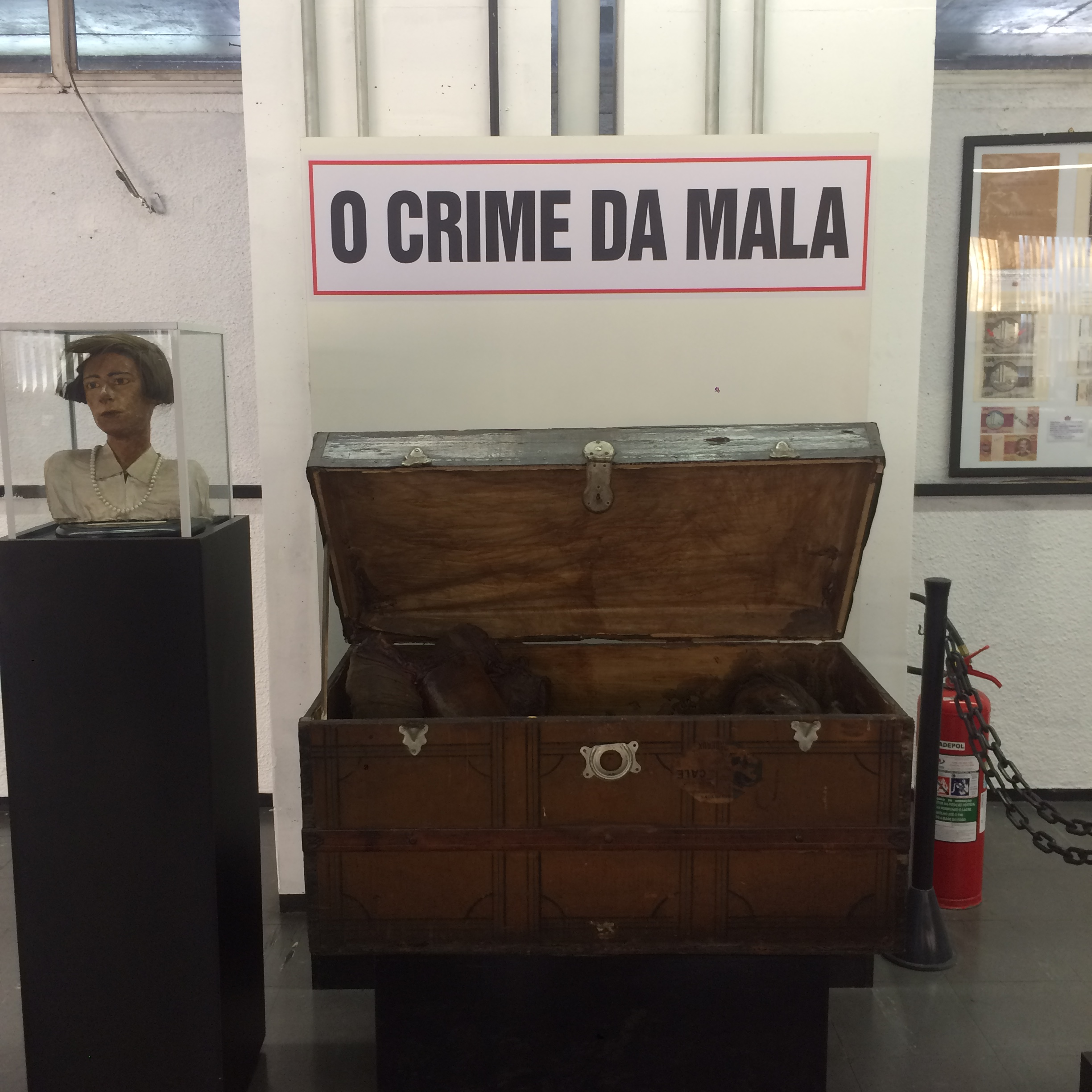
Acervo principal Crime da Mala

O acervo do museu apresenta objetos típicos utilizados pelos policiais civis no passado, assim como diversos tipos de armas – desde as domésticas, como a faca, até metralhadoras - usadas muitas vezes em crimes. Além de tais objetos, os documentos e fotos preservados sobre a trajetória da história policial também são encontrados no museu. Todos os instrumentos apresentados visam o aprofundamento diante dos estudos de investigações policiais e crimes cometidos que marcaram o país. Casos famosos como o Crime da Mala, Chico Picadinho e o Maníaco do Parque também compõem o acervo do local, que apresenta aproximadamente 3.000 itens – dentre eles, antigas viaturas, exposição de drogas, peças de acidente de trânsito, incêndios, mortes por armas de fogo, máquinas de azar, detectores de mentiras, entre outros - que determinam o acervo de criminalística e criminologia.
Logo na entrada do museu, há uma representação da mesa de um delegado de polícia utilizado na época. As fotos de crimes e objetos relacionados ao cotidiano da polícia paulistana também são expostas no local para os visitantes e, além disso, é possível visualizar a simulação de casos de homicídios e estupros.

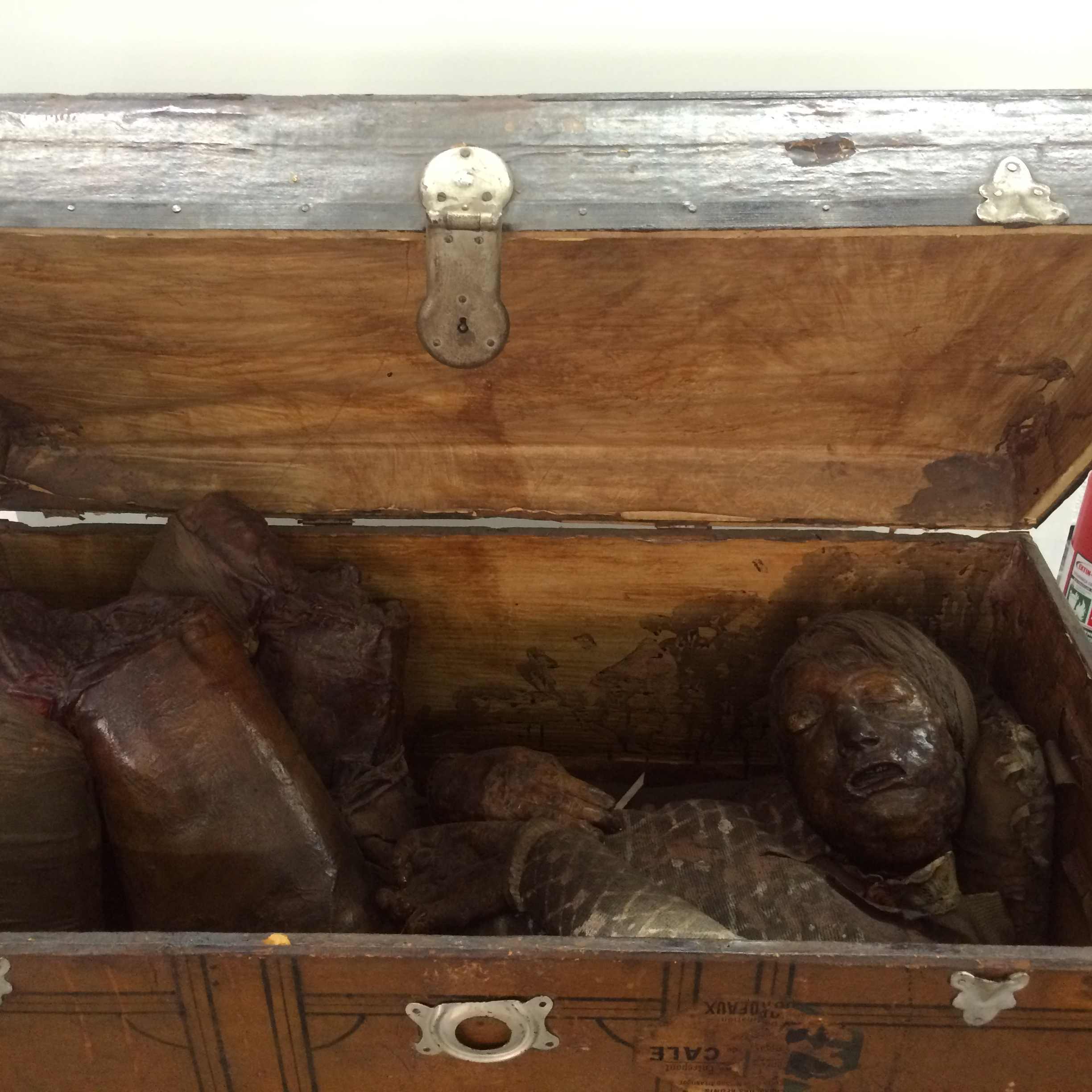
Parte interna da mala do acervo do Crime da Mala

### O Crime da mala
Uma das principais peças do acervo consiste no baú original usado no caso do Crime da mala. O caso foi manchete de diversos jornais brasileiros em outubro de 1928. Em 5 de outubro de 1928, foi encontrada uma mala (em forma de baú, que é peça marcante do Museu) no Porto de Santos coberta de sangue. Um corpo feminino mutilado estava em seu interior e, por esse fato, o caso ficou conhecido como "Crime da mala". Na época, o imigrante italiano Giusepe Pistone planejava um golpe em seu parente distante, um empresário de produtos de vinho em São Paulo. Casada com Pistone, a argentina Maria Féa desconfiava de seu marido, pois o mesmo fora condenado por estelionato, e assim decidira escrever para sua mãe sobre as possíveis intenções do marido. Ao encontrar a carta, o italiano, a fim de evitar denúncia, resolveu asfixiar sua esposa, que estava grávida, no dia 4 de outubro. Investigadores da polícia encontraram o corpo de Maria Féa esquartejado por uma navalha e com pó-de-arroz utilizado por Pistone para evitar o cheiro. No ano de 1944, após ser condenado a 31 anos de prisão, Giuseppe Pistone foi libertado a partir de uma permissão intermediada pelo presidente Getúlio Vargas. No Museu da Policia Civil do Estado de São Paulo essa história é narrada e relatada pelo policial Eduardo Pretel, monitor das visitas do local.

### Caso de Chico Picadinho
O acervo preserva também fotografias sobre o caso do Chico Picadinho, ocorrido entre os anos de 1960 e 1970. Francisco Costa Rocha, autor dos dois crimes considerados mais bárbaros desde toda história policial brasileira, foi indiciado por matar e esquartejar duas mulheres naqueles anos. 
A história dos transtornos de Francisco, mais conhecido como Chico Picadinho, se iniciou aos oito anos de idade na passagem de sua infância em Espírito Santo, mais precisamente em Cariacica. Por volta de 1942, enquanto morava apenas com a sua mãe Nanci, Chico cresceu em meio a um cenário em que o trabalho de sua mãe consistia em atender aos ricos da época como garota de programa. Diante de sua situação, em que foi abusado sexualmente em sua infância, visitava constantemente prostíbulos, era viciado em anfetamina, possuía transtornos mentais e considerava a ideia de matar como uma ação prazerosa, Francisco planejou o cenário perfeito para seus crimes acontecerem. Sua primeira vítima foi Margareth Suida, cuja morte foi violenta além de ter sido esquartejada após o ato. Tal assassinato ocasionou o julgamento e condenação de Chico Picadinho em dezoito anos pelo crime cometido. O crime solucionado durante aquela época foi motivo importante para a preservação de seu histórico, por isso o mesmo é exposto para os visitantes do museu.

### Maníaco do Parque
Até hoje considerado um dos assassinos "Serial Killer" que mais chocou o Brasil, o caso do Maníaco do Parque é colocado na lista dos crimes mais complexos e hediondos do país. Cometidos por Francisco de Assis Pereira, motoboy de profissão, os atos ficaram marcados pela agressão sexual às vitimas e posterior assassinato, os quais ocorriam no Parque do Estado, na cidade de São Paulo, motivo pelo qual recebeu tal alcunha.
Francisco tinha sempre o mesmo modus operandi: Abordava suas vitimas em pontos de ônibus ou locais públicos e se apresentava como agente de modelos. Caracterizado pela boa lábia, convencia as mulheres de que estava buscando talentos para realizar fotografias ao ar livre e no meio da natureza. Conseguindo convencê-las, ele as levava ao parque, local onde estuprava e estrangulava suas vitimas, ocultando os cadáveres ali mesmo no parque.
Com a descoberta dos corpos pela polícia, o caso tornou-se público. A partir disso, sobreviventes passaram a aparecer para auxiliar na busca pelo assassino, contribuindo para a elaboração de um retrato falado e, posteriormente, identificação do criminoso, o qual foi preso apenas 23 dias após sua descoberta, confessando ser culpado pelo assassinato de 15 mulheres entre 1995 e 1998.

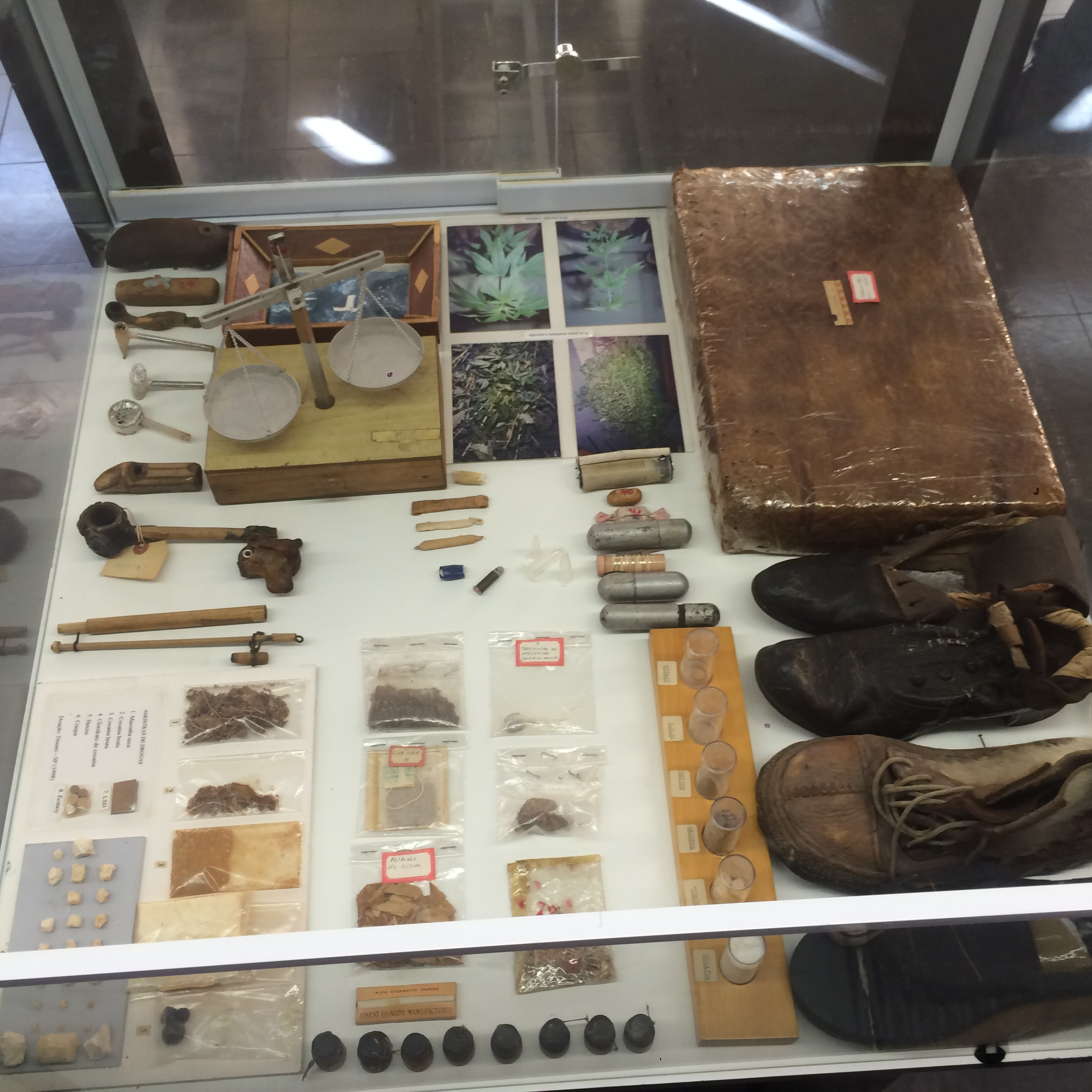
Acervo de drogas

O caso do Maniaco do Parque chamou a atenção para casos de assassinos em série com distúrbios psicológicos. Abusado sexualmente por uma tia e forçado a ter relações homossexuais com um de seus chefes, Francisco desenvolveu distúrbios que acabavam afetando seu julgamento, criando uma "fixação por seios" e impulsos que considerava incontroláveis, fatos alegados para cometer os crimes. Com isso, a necessidade de buscar entender mais do perfil e do passado dos criminosos ficou evidente para a policia paulista e do Brasil.

### Drogas
O museu disponibiliza uma área para os visitantes terem acesso às informações dos efeitos nocivos sobre diversos tipos de drogas lícitas e ilícitas – como maconha, cocaína, crack e outros tipos de entorpecentes. Como forma didática, os painéis autoexplicativos apresentam, simultaneamente, as drogas comumente encontradas no cotidiano dos usuários e características relevantes sobre cada substância.
O fato de o museu abordar o tema "drogas" é considerado atração e objeto de estudos para alunos, pois este tópico é usualmente assunto de trabalhos exigidos por educadores dos treinamentos e cursos da Acadepol, assim como professores de Direito.

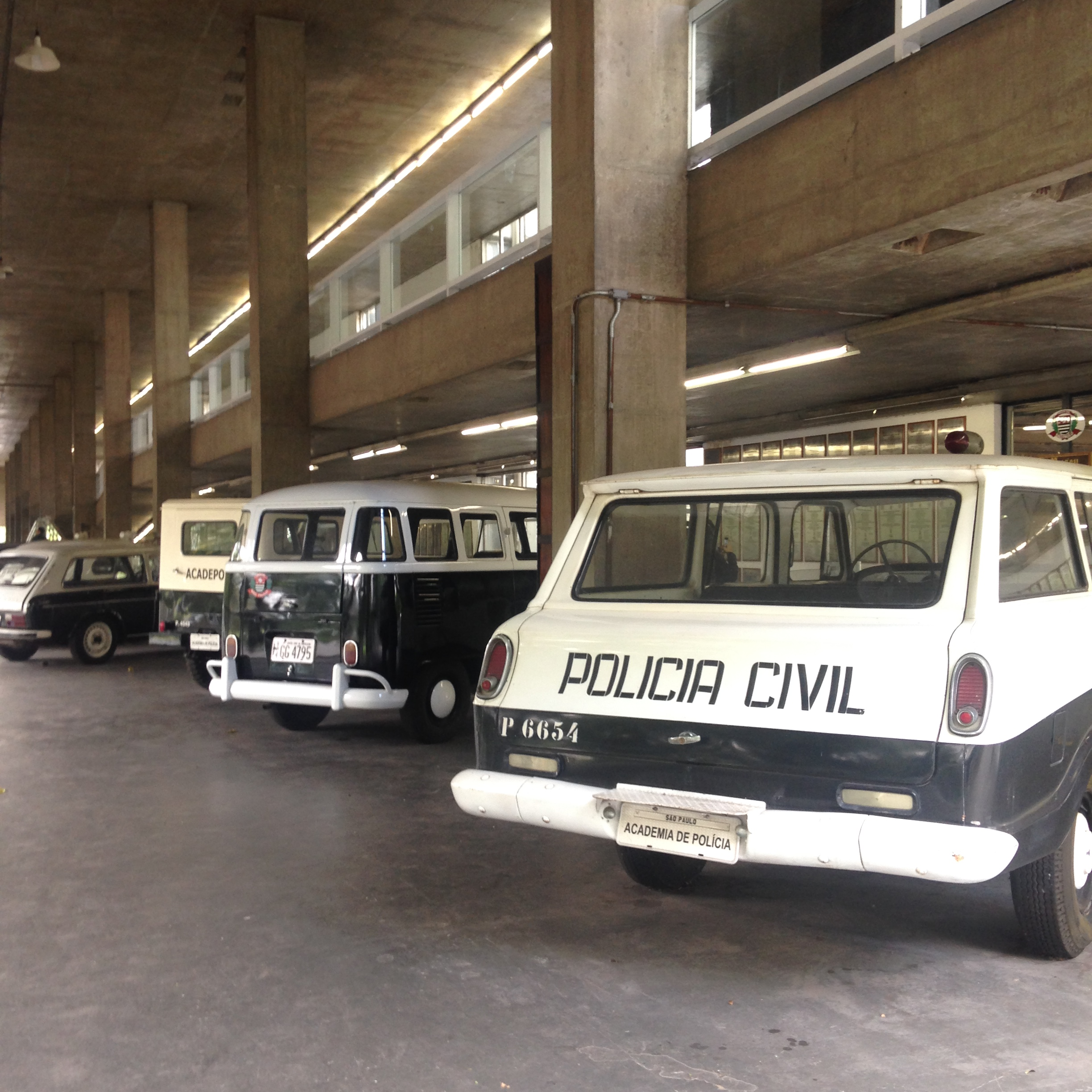
Exposição das viaturas

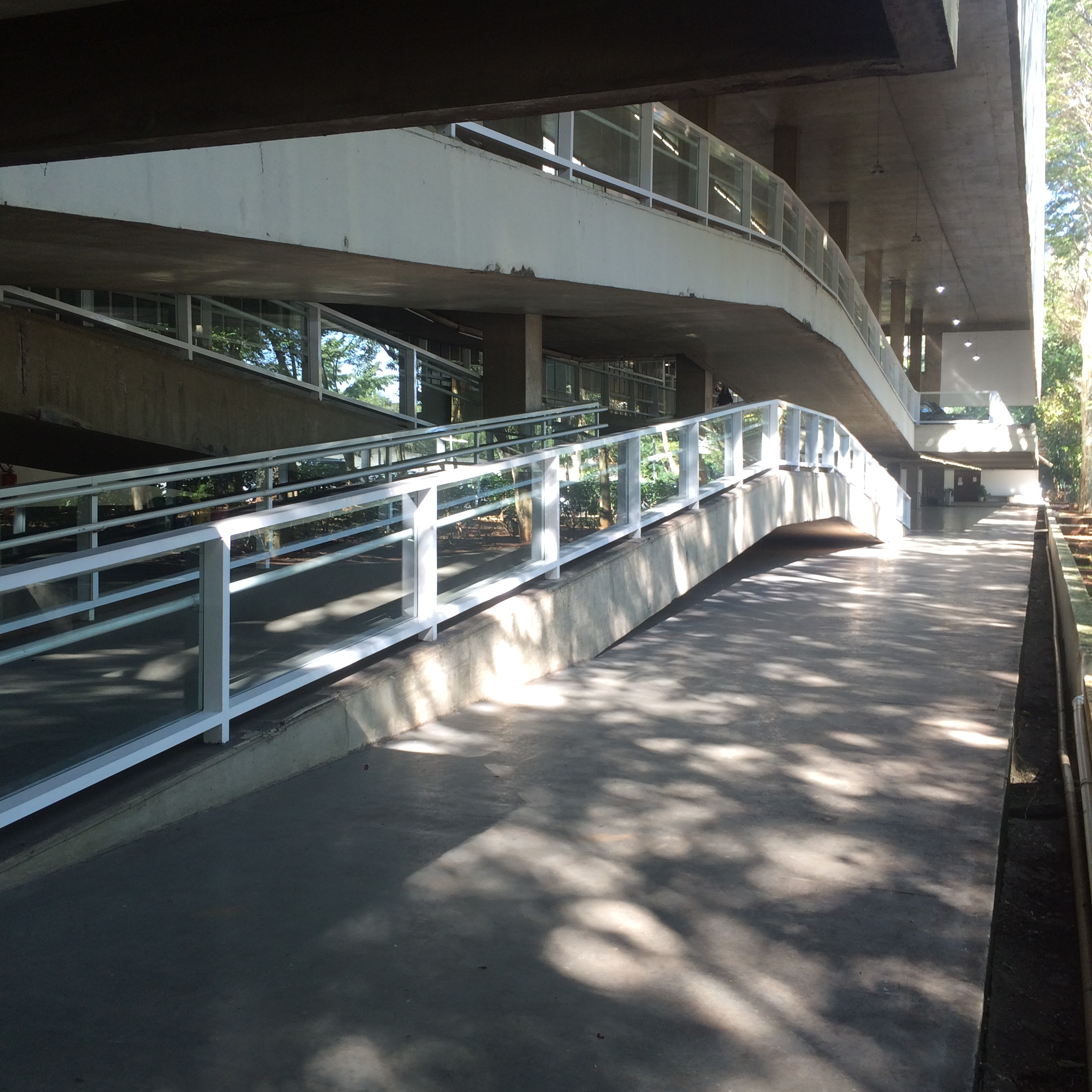
Entrada do Museu da Policia Civil

### Viaturas
No museu há uma exposição de carros que já foram utilizados pela polícia civil nas décadas anteriores e os mesmos podem ser encontrados logo na entrada do museu. No local, podem ser analisados carros antigos como Jeep Willys, que foi muito utilizado no período da Ditadura Militar, e VW Variant, muito comum na década de 80.
Os carros utilizados pela polícia na época eram ícones das forças públicas. Por serem tão importantes para eles, decidiram preservá-los e fazer uma exposição exclusiva deles.

## Arquitetura
Foi assinado um convênio entre a Escola de Polícia e o Fundo de Construção da Cidade Universitária (Armando Salles Oliveira) para que fosse possível a edificação do novo prédio da Escola de Polícia. O documento foi assinado pelo Secretário da Segurança Pública, Dr. Virgílio Lopes da Silva, assim como pelo Diretor da Escola de Polícia, Dr. José César Pestana e por fim, o Diretor Executivo do Fundo de Construção da Cidade Universitária, Paulo de Camargo e Almeida.
O projeto do conjunto arquitetônico foi elaborado principalmente por Décio Tozzi. Após aproximadamente 10 anos, em fevereiro de 1970, o novo edifício estava em condições de abrigar todas as suas instalações.
A mudança foi feita aos poucos e no dia 11 de maio de 1970, durante a comemoração de entrega de certificados aos alunos do Curso de Segurança e Informações (realizado já em suas modernas dependências), o Cel. Danilo Darcy de Sá da Cunha e Melo, Secretário da Segurança Pública, afirmou que as atividades da Academia de Polícia em sua nova sede poderiam ser inauguradas.
O museu foi uma das partes planejadas para compor o edifício e ele fica localizado no primeiro andar em uma sala de 600 m². 